# Miroslava Skleničková
Miroslava Skleničková   (Karlovy Vary, 11 de març de 1951), de casada Denková, és una gimnasta artística txeca, ja retirada, que va competir sota bandera txecoslovaca durant la dècada de 1960.
El 1968 va prendre part en els Jocs Olímpics d'Estiu de Ciutat de Mèxic, on disputà les sis proves del programa de gimnàstica. Guanyà la medalla de plata en la competició del concurs complet per equips. En les altres proves destaca la sisena posició en la prova de barres asimètriques i salt sobre cavall.